# 玛丽·普伊玛诺娃
玛丽·普伊玛诺娃，M.，Marie Pujmanová ，（1893年6月8日—1958年）姓氏亦被译作普伊曼诺娃，捷克斯洛伐克女作家、诗人，捷克斯洛伐克科学艺术学院院士。
玛丽·普伊玛诺娃生于布拉格一个知识分子家庭，自幼接受良好的教育，父亲是大学教授。优裕的家庭环境和上层的社会生活方式，使她在童年时代和大部分儿童隔离，感受到离群索居的孤独。她幼小的心灵渴望做一个普通人。她的第一部作品《两翼下》(1917)，是写她童年时代的散文。田园诗一般描写悠闲、舒适的生活，是她在创作中反复描写的题材。
普伊玛诺娃的重要作品，有描写寡妇、母爱的长篇小说《黑格尔大夫的女病人》(1931)，抨击了她自己所属资产阶级的习俗和虚伪道德，后来被拍成了电影。
1930年代初，在捷克共产主义民族英雄尤利乌斯·伏契克的影响下，普伊玛诺娃到了重要工业区广泛接触工人生活，并参加波希米亚北部的大罢工。1932年，她随工人代表团到苏联参观访问。这些活动使她的世界观有了根本改变，创作进入了新的阶段。
普伊玛诺娃的代表作《十字路口的人们》1937年问世。这部小说标志着作者在政治和艺术上的成熟，被认为是捷克斯洛伐克资产阶级共和国时期最重要的作品之一。作品描写青年工人安德烈的觉醒，写资本家的伪善和统治阶级对人民的镇压。《十字路口的人们》、《玩火》(1946)和《生与死的搏斗》(1952)，都是以反对法西斯侵略为主题，反映广大人民在各个战场上同敌人进行的殊死的斗争的三部曲。三部曲的重要内容是描写先进知识分子的革命活动。如三部曲中的加姆萨律师与海伦娜医生,就是作者塑造的革命知识分子的典型。
普伊玛诺娃的作品还有描写儿童及青少年精神世界和心理活动的小说《预感》(1942)和《曙光》（1949），《市公园里的故事集》，也写有波兰和匈牙利的游记《斯洛伐克札记》；以及诗集《歌唱的书》(1938)、《母亲们的诗》、《拉斐尔与卫星》、《愉快和悲哀》、《爱的自白》(1949)、《千百万只鸽子》(1950)、《中国的微笑》(1954)、《布拉格》(1954)等。
普伊玛诺娃1953年作为捷克斯洛伐克文化代表团的成员到中国参加国庆典礼。返回捷克后，根据该次访问中国的印象，写成了诗集Čínský Úsmvě (1954年，布拉格: Československý spisovatel 出版社)。后劳荣根据了原捷克文版本和 Ota Ginz的世界语译稿“Čîna rideto”，翻译成了《中国的微笑》(1957年8月，上海:新文艺出版社)。